# Luncang
Luncang (kinesiska: 仑苍)  är en köping i sydöstra Kina. Den ligger i Nan'an i staden Quanzhou i provinsen Fujian, omkring 160 kilometer sydväst om provinshuvudstaden Fuzhou. Antalet invånare är 77 820. Befolkningen består av 34 351 kvinnor och 43 469 män. Barn under 15 år utgör 7,0 %, vuxna 15-64 år 88 %, och äldre över 65 år 3,0 %.